# رود خالیاوا
رود خالیاوا (انگلیسی: Khalyava) یک رودخانه در استان مسکوی کشور روسیه است.